# Ахтырка (Тамбовская область)
Ахты́рка — деревня в Рассказовском районе Тамбовской области России. Входит в состав Нижнеспасского сельсовета. Расположена в Кошелевском лесу, в 30 км к юго-западу от райцентра Рассказово.

## География
Посёлок находится в центральной части региона, в лесостепной зоне, в пределах Тамбовской равнины.

### Климат
Климат характеризуется как умеренно континентальный, с относительно жарким летом и холодной продолжительной зимой. Среднегодовая температура воздуха — 5,4 °С. Средняя температура воздуха самого тёплого месяца (июля) — 19,9 °C (абсолютный максимум — 38,4 °С); самого холодного (января) — −10 °C (абсолютный минимум — −36,9 °С). Безморозный период длится 145—155 дней. Длительность вегетационного периода составляет 180—185 дней Среднегодовое количество атмосферных осадков составляет 525 мм, из которых 342 мм выпадает в период с апреля по октябрь. Снежный покров образуется в последней декаде ноября — начале декабря и держится в течение 125—130 дней.

## История

### XVIII век
Деревня основана крепостными крестьянами помещика Никиты Ивановича Кошелева в промежутке между первой (1719 год) и второй (1745 год) ревизией. Помещик переселил сюда своих крепостных из села Тотомша Ряжского уезда. В переписной книге сказано, что все переселенные крестьяне (74 человека мужского пола в 11 семьях) первую ревизию проходили по месту старого своего жительства в селе Тотомше.
Первыми жителями деревни были Григорий Панфилов, Кондратий Андрианов, Афанасий Афанасьев, Лукьян Васильев и другие. При основании деревня называлась Причистинский буерак, по протекающему рядом ручью.С 1795 года — Ахтырка, в честь Ахтырского 12-й гусарского полка где служил один из её будущих владельцев Николай Иванович Сатин.
Деревня досталось по наследству дочери помещика Кошелева Пелагее Сатиной, вышедшей замуж за Григория Степановича Сатина (1729 г.р.), .В 1750-х годах имение было продано его правнуку — боярину поручику Афанасию Михайловичу Сатину и его жене Ирине Михайловне, переехавшим сюда жить после отставки в 1762 году. Чуть позже, их родственники Анна Гавриловна и Михаил Иванович Сатины приобретают имения в с. Рождественское, Подоскляй тож. Далее эти имения переходят по наследству Матвею Сатину и его жене Анне Михайловне.

### XIX век
В 1858 году село насчитывало вместе с Малой Ахтыркой 54 двора с населением мужского пола 175, женского 180.
В 1862 году село насчитывало 45 дворов с населением 431 житель.
В 1884 году село насчитывало 59 дворов с населением 597 жителей.

### XX век
В 1911 году Ахытрка насчитывала 116 дворов с населением 720 жителей.
В Епархиальных сведениях 1911 года по церковному приходу села Большой Ахтырки упоминается деревня под названием «Малая Ахтырка», где числилось дворов крестьянских 35 с населением: мужского пола — 105, женского пола — 110 человек. От Большой Ахтырки она находилась в полуверсте и сейчас, видимо, два этих населённых пункта слились в один.
По данным Всесоюзной переписи 1926 года Ахтырка насчитывала: 157 домохозяйств и 695 жителей.

## Церковь Ахтырской иконы Божией Матери
Церковь сложена из красного кирпича. Это первая каменная церковь на территории Рассказовского района.Каждый кирпич в ней что-то означал. Храм Ахтырской иконы Божией матери, была выстроена в 1816 году предводителем Тамбовского уездного дворянства Николаем Ивановичем Сатиным (1759—1820 гг.). Вышедший в отставку премьер-майором, Николай Иванович служил в украинском гусарском полку и отличился в Отечественной войне 1812 года.В свое время учился в одном классе с М. Ю. Лермонтовым. Водил знакомства с А. И. Герценом и Н. П. Огаревым, В. Г. Белинским и Е. А. Боратынским, а также имел опасные связи с декабристами. Стихи Н. М. Сатина печатались в «Библиотеке для чтения», «Отечественных записках», «Современнике».
За прогрессивные взгляды Н. М. Сатина власти не жаловали, так что он часто подвергался арестам и ссылкам. Уволен в отставку премьер-майором. Жена — Евдокия Степановна Кушникова
В 1911 году в храме значатся уже три престола: главный, освященный, в честь Ахтырской иконы Божией Матери, придельные — Димитрия Ростовского и Николая Чудотворца. Приход, помимо села, насчитывающего 116 дворов и 720 душ населения, состоит из трех деревень: Большой Ахтырки, Кошелево тож, (60 дворов и 372 души), Савинки (21 двор и 133 души) и Малой Ахтырки (35 дворов 215 душ).

Вот как описывается церковь в 1911 году:
Дворов 116, душ муж. п. 360, жен. п. 360, великороссы, земледельцы, имеют по 3 дес. земли на душу во всех трех полях.
В приходе три деревни: Большая Ахтырка, Кошелево тож, 60 дворов, душ муж. пола 195, жен. пола 177, в 3 верстах от церкви, Савинка 21 двор, душ муж. пола 60, жен. пола 73, в 1 версте и Малая Ахтырка 35 дворов, душ муж. пола 105, жен. пола 110, в полуверсте от церкви.
Экономия г.г. Абрамовых, некрупная, в четверти версты от церкви. Пруд и лес.
Школа церковно-приходская. Есть церковно-приходское попечительство. Опись церковного имущества имеется. Метрические книги с 1833 года.
Штат: священник и псаломщик.
У причта 1 десятина усадебной и 34 десятины полевой земли, последняя находится в одном месте, на расстоянии 1.5 верст от церкви, неудобная. Земля дает годового дохода 300 руб.
Братский годовой доход 300—400 руб. Причт получает казенное пособие: священник 300 руб. и псаломщик 100 руб. в год и собирают ржи по 1 мере со двора. Причтевый капитал 300 руб. Церковный капитал 1700 руб.
Церковные дома у священника (16х10 кв. ар.), у псаломщика (12х7 кв. ар.).
Приход от станции «Кандауровка» Ряз.-Ур. ж.д. в 12 вер., земской больницы в 7 вер., от базара и волостного правления в с. Княжеве Богородицком в 5 вер., от благочинного в 18 вер., от г. Тамбова в 25 вер. Адрес: для телеграмм — ст. «Кандауровка», для корреспонденции — Княже-Богородицкое волостное правление Земский начальник 3 уч., пристав 3 стана Тамбовского уезда.
В 1917 г в церкви служил священник Петр Остроумов, обучавший 3 детей. Последним священником Ахтырского храма был Петр Остроумов.
В 1920-е годы церковь закрыли и вместе с погостом разграбили и осквернили. Остатки храма одно время использовали как склад ядохимикатов. Также с полигона пригнали танковый тягач и пытались им доломать остатки церкви, но это не вышло. Храм до сих пор разрушен. Стены первого этажа церкви сохранились, а звонницу, большой купол и фрагменты стен разобрали. На внутренней поверхности купола все ещё сохранилась лепнина в виде цветов и останки голубого фона. Сохранились и винтовые лестницы на второй уровень колокольни и центрального зала. Рядом с церковью расположен памятный крест с именем строителя и призывом покаяться и восстановить храм у апсиды церкви иконы Божией Матери. Крест сделал местный художник и резчик по дереву Сергей Ивлев, родом из находящейся неподалеку д. Кошелево. Рядом с крестом фрагменты надгробных памятников. Около церкви было кладбище уважаемых людей. Памятники население растащило для хозяйственных нужд. Что стало с захоронениями стало неизвестно. Позже, нашли у местных жителей фрагменты и поставил их у креста.
14 января 2014 года после посещения Покровского храма села Нижнеспасское Высокопреосвященнейший Феодосий, митрополит Тамбовский и Рассказовский, совершил поездку в село Ахтырка.
Его Высокопреосвященство осмотрел полуразрушенный храм в честь иконы Пресвятой Богородицы «Ахтырская», а также посетил общеобразовательную школу, побывав в молитвенной комнате, и встретился с сельчанами.
Во время беседы митрополит Феодосий призвал священнослужителя и жителей села объединить совместные усилия по возрождению Ахтырского храма. Владыка отметил, что важно при восстановлении здания сохранить его внешний облик, так как архитектурные элементы храма, к примеру полностью кирпичный купол, являются редким явлением в церковном зодчестве.

## Население
| 2010 | 2015 |
| ---- | ---- |
| 145  | →145 |